# Vrakker
Vrakker is een voormalige buurtschap van Weert. Later vormde het een wijk van Weert en groeide de buurtschap vast aan Boshoven en Hushoven.
Reeds in 1632 stond aan de huidige Boshoverweg 62 een kapel, gewijd aan Sint-Lucia. Deze kapel is meermalen herbouwd, het laatst in het laatste kwart van de 19e eeuw. Het was een eenvoudig rechthoekig gebouwtje, met boven de ingang een Luciabeeld. In 1960 werd de kapel gesloopt. De kapel was een devotiekapel, geen bedevaartkapel.
Stad: Weert

Kerkdorpen: Altweerterheide · Laar · Stramproy · Swartbroek · Tungelroy 

Buurtschappen: Altweert · Bosven · Breyvin · Castert · Crixhoek · De Berg · De Boberden · De Horst · Dijkerstraat · Hei · Houtbroek · Hushoven · Oud-Boshoven · Rietbroek · Vlootkant · Wisbroek

Woonwijken: Boshoven (Vrakker · Oda · Oud-Boshoven) · Laarveld · Molenakker · Kampershoek · Fatima · Weert-Centrum · Biest · Groenewoud · Leuken (Vrouwenhof · Leuken-Noord) · Keent (Parkhof) · Moesel · Graswinkel · Rond de Kazerne (Altweert · Boshoverbeek) 

Limburg: Steden en dorpen      Nederland: Provincies · Gemeenten